# Delias kummeri
Delias kummeri is een vlindersoort uit de familie van de Pieridae (witjes), onderfamilie Pierinae.
Delias kummeri werd in 1900 beschreven door Ribbe.